# آدم مورغان (لاعب كرة قاعدة)
آدم مورغان (بالإنجليزية: Adam Morgan)‏ هو لاعب كرة قاعدة أمريكي، ولد في 27 فبراير 1990 في تامبا في الولايات المتحدة.

## وصلات خارجية
- آدم مورغان على موقع دوري كرة القاعدة الرئيسي (الإنجليزية)
- آدم مورغان على موقعبيزبول رفرنس.كوم (الدوري الرئيسي) (الإنجليزية)
- آدم مورغان على موقعبيزبول رفرنس.كوم (الدوري الثانوي) (الإنجليزية)
- آدم مورغان على موقع إي إس بي إن.كوم (أم.أل.بي) (الإنجليزية)
- آدم مورغان على موقع مشجعي الرسوم البيانية (الإنجليزية)